# Juristen
Juristen er et dansk juridisk tidsskrift.
Det udgives af Djøf Forlag.
Ansvarshavende redaktør er professor, dr.jur. Jens Kristiansen fra Københavns Universitet.
Det udkommer 6 gange om året.
Medlemmer af Djøf har gratis adgang til onlineudgaven.